# Армія Людова

А́рмія Людо́ва (пол. Armia Ludowa, AL, дос. «Народна армія») — підпільна військова організація Польської робітничої партії в роки Другої світової війни та німецької окупації Польщі. Брала активну участь у русі Опору.

## Загальний опис
Створена з підпільної збройної організації ПРП Гвардія Людова та інших прокомуністичних військових загонів у січні 1944 Крайовою Радою Народовою під час наступу Червоної армії на територію Польщі. Перший командувач Михал «Роля» Жимерський.
Польська Робітнича Партія (ПРП) ще в перші роки війни почала формувати з робітників, селян і інтелігентів народне військо — Гвардію Людову, яка мала свій штаб, загони і командування у воєводствах, округах і повітах. До Гвардії Людової вступила більшість членів ППР. Її загони очолювали комуністи. 1942 загони Гвардії Людової розпочали бойові операції у Варшаві, а згодом — партизанську війну на всій території Польщі. На кінець 1943 тільки в Люблінському і Келецькому воєводствах діяло понад 40 загонів. Лише 1943 вони провели 1208 бойових операцій, а саме: руйнували комунікації і зв'язок вермахту, знищували склади, війська, техніку і живу силу, перешкоджали вивезенню до Німеччини польського населення, визволяли з таборів смерті полонених польських і радянських солдатів та громадян інших країн.
Разом із польськими вояками в Армії Людовій були радянські громадяни. Вона мала постійні тісні зв'язки з радянськими партизанами та їх штабами України і Білорусі. В ході окупації Польщі Червоною армією підрозділи Армії Людової були приєднані до Війська Польського.